# Canon de marine de 2 livres QF
Le canon de marine de 2 livres QF (en anglais QF 2 pounder naval gun, QF signifiant quick-firing, tir rapide) est un canon automatique de calibre 40 mm fabriqué par les Britanniques. Massivement utilisé comme canon antiaérien par la Royal Navy durant la Seconde Guerre mondiale, il est surnommé pom-pom en raison du bruit particulier de son tir. À noter que le QF 2-pounder n'est pas le même canon que l'Ordnance QF 2 pounder, utilisé par la British Army comme canon antichar.

## Utilisateurs

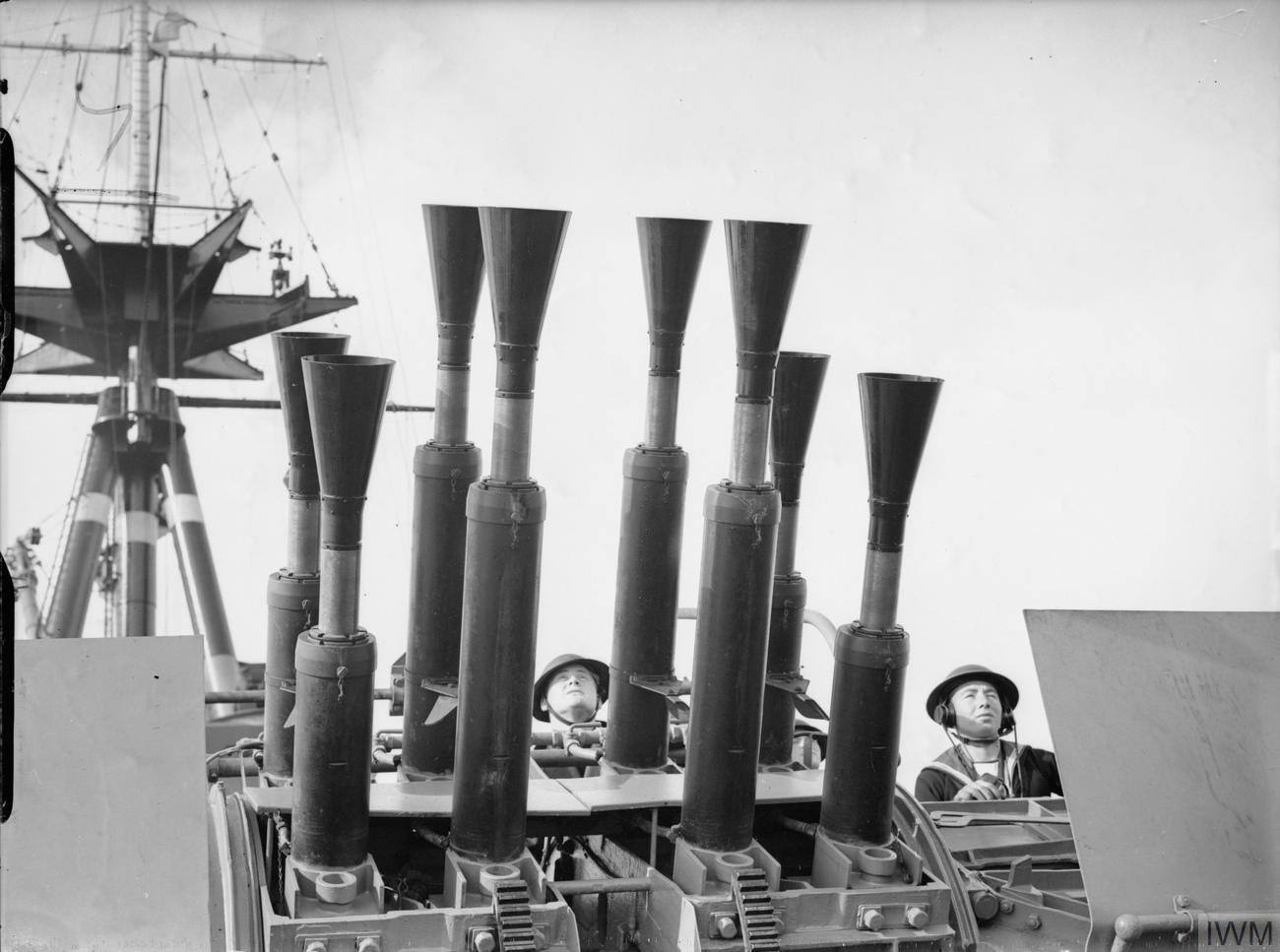
Affût octuple pom-pom sur le, vu de dessous.

- Empire britannique
- Japon
- Empire russe
- Royaume d'Italie